# Uais Alcarani
Uais Alcarani (em árabe: أويس بن انيس القرني; romaniz.: Uwais al-Qarani), foi um  muçulmano, místico, mártir e filósofo árabe do Iêmen. Ele viveu durante o tempo de vida de Maomé, mas nunca se encontraram pessoalmente. Conforme relatado por ibne Batuta e também no livro Muslim Saints and Mystics, Uais foi morto em 657 AD na Batalha de Sifim, servindo no exército do  imame Ali. O santuário de Uais, onde ele está enterrado, estava localizado em Raca, Síria, antes de ser destruído por islâmicos radicais em maio de 2014. 
Outro santuário foi construído em sua honra em Baicã, na  província de Siirt, Turquia.